# Remmelberg
Remmelberg ist ein Ortsteil von Theisseil im Landkreis Neustadt an der Waldnaab im bayerischen Regierungsbezirk Oberpfalz.

## Geographische Lage
Der Weiler Remmelberg liegt 3 km östlich von Letzau und 4,4 km südöstlich von Theisseil.
1 km südwestlich von Remmelberg verläuft die Staatsstraße 2166.
Westlich von Remmelberg erhebt sich das 618 m hohe Steinholz.
Östlich von Remmelberg fließt der Schammesriether Bach, der 700 m östlich von Remmelberg in den Sandbach mündet.
Der Sandbach mündet 1 km südöstlich von Remmelberg in die Luhe.

## Geschichte
Mitte des 13. Jahrhunderts gehörte Remmelberg zur Herrschaft der Waldthurner.
Remmelberg (auch Remelberg, Rimilberch) wurde 1261 erwähnt, als die Brüder Berthold und Ulrich von Waldthurn und Heinrich von Pleystein dort Güter dem Kloster Waldsassen überließen.
Ulrich von Hostau, Gottfried und Friedrich von Waldthurn verzichteten zugunsten des Klosters Waldsassen in den Jahren 1271, 1272 und 1273 auf 2 Höfe in Remmelberg.
Die Landgrafen von Leuchtenberg Ulrich II. und Johann I. erwarben 1352 4 Höfe in Remmelberg.
1452 gingen Zinseinnahmen von Remmelberg an die St. Ulrichkirche in Michldorf.
Im Zinsregister von 1454 waren für das Pflegamt Pleystein 2 Zinspflichtige in Remmelberg verzeichnet.
1596 gehörte Remmelberg zum Pflegamt Pleystein.
Im 18. Jahrhundert gehörte Remmelberg zum 1. Viertel des Pflegamts Pleystein.
Remmelberg hatte 9 Anwesen, 3 Höfe, 1 Lehen und 1 Hirtenhaus.
4 Mannschaften in Remmelberg gehörten zur Grundherrschaft und zum Niedergericht der Herrschaft Waldthurn.
Zehntrechte in Remmelberg gingen an die Pfarrei Michldorf, die Pfarrei Lennesrieth und das Kloster Waldsassen.
Mit der Bildung der Steuerdistrikte 1808 wurde Letzau Steuerdistrikt.
Der Steuerdistrikt Letzau bestand aus den Ortschaften Letzau, Remmelberg und Schammesrieth.
1821 wurde Remmelberg Landgemeinde.
Die Landgemeinde Remmelberg bestand aus Remmelberg und Schammesrieth mit jeweils 9 Familien.
1830 wurde die Gemeinde Remmelberg in die Gemeinde Letzau eingemeindet.
Im Zuge der Gebietsreform in Bayern wurde Letzau mit Edeldorf und Roschau 1972 zur neu gebildeten Gemeinde Theisseil zusammengelegt.

## Einwohnerentwicklung in Remmelberg ab 1838
| Jahr | Einwohner | Gebäude |
| ---- | --------- | ------- |
| 1838 | 61        | 9       |
| 1861 | 60        | k. A.   |
| 1871 | 63        | 32      |
| 1885 | 65        | 10      |
| 1900 | 57        | 12      |
| 1913 | 59        | 9       |

| Jahr | Einwohner | Gebäude |
| ---- | --------- | ------- |
| 1925 | 62        | 9       |
| 1950 | 59        | 11      |
| 1961 | 44        | 8       |
| 1970 | 47        | k. A.   |
| 1987 | 45        | 9       |
| 2011 | 45        | k. A.   |

(Siehe auch:)